# Trophée Roger-Neilson
Le trophée Roger-Neilson est un trophée remis dans la Ligue de hockey de l'Ontario, ligue de hockey sur glace junior. Il récompense chaque année le joueur la ligue qui cumule les meilleurs résultats scolaires et sur la glace.
Le trophée est nommé en l'honneur de Roger Neilson, ancien entraîneur de hockey universitaire, des Petes de Peterborough de la LHO puis de la LNH.

## Palmarès
- 2004-2005 — Danny Battochio, 67 d'Ottawa
- 2005-2006 — Danny Battochio, 67 d'Ottawa
- 2006-2007 — Derrick Bagshaw, Otters d'Érié
- 2007-2008 — Scott Aarssen, Knights de London
- 2008-2009 — Tim Priamo, Storm de Guelph
- 2009-2010 — Derek Lanoue, Spitfires de Windsor
- 2010-2011 — Derek Lanoue, Spitfires de Windsor
- 2011-2012 — Kyle Pereira, Storm de Guelph
- 2012-2013 — Daniel Altshuller, Generals d'Oshawa
- 2013-2014 — Patrick Watling, Greyhounds de Sault-Sainte-Marie
- 2014-2015 — Justin Nichols, Storm de Guelph
- 2015-2016 — Damian Bourne, Steelheads de Mississauga
- 2016-2017 — Stephen Gibson, Steelheads de Mississauga
- 2017-2018 — Stephen Gibson, Steelheads de Mississauga
- 2018-2019 — Alexander Chmelevski, 67 d'Ottawa
- 2019-2020 — Jacob Golden, Otters d'Érié
- 2020-2021 — Adam Varga, 67 d'Ottawa
- 2021-2022 — Adam Varga, 67 d'Ottawa
- 2022-2023 — Ryder McIntyre, Generals d'Oshawa
- 2023-2024 — Thomas Sirman, 67 d'Ottawa